# Alger Républicain
Alger Républicain é um jornal argelino fundado por Pascal Pia, Paul Schmitt e com a colaboração de Albert Camus, no ano de 1938.
Com a Segunda Guerra Mundial, o Alger fica proibido de editar e somente em fevereiro de 1943 o diário volta a circular. Entre 1955 e 1962, o periódico volta a ser fechado, agora em função da Guerra da Independência Argelina. Em 1965 é novamente proibido de circular e seu novo retorno ocorre em 1988. Devido a dificuldades financeiras, o jornal deixa de ser um diário em 1994 e passa a ser editado ocasionalmente.